# Xiaomi Mi 4
Xiaomi Mi 4 — смартфон компанії Xiaomi, що входить до флагманської серії Mi. Був представлений 22 липня 2014 року разом з фітнес-браслетом Xiaomi Mi Band. В грудні того ж року був представлений Xiaomi Mi 4 LTE, що отримав підтримку 4G LTE.

## Дизайн

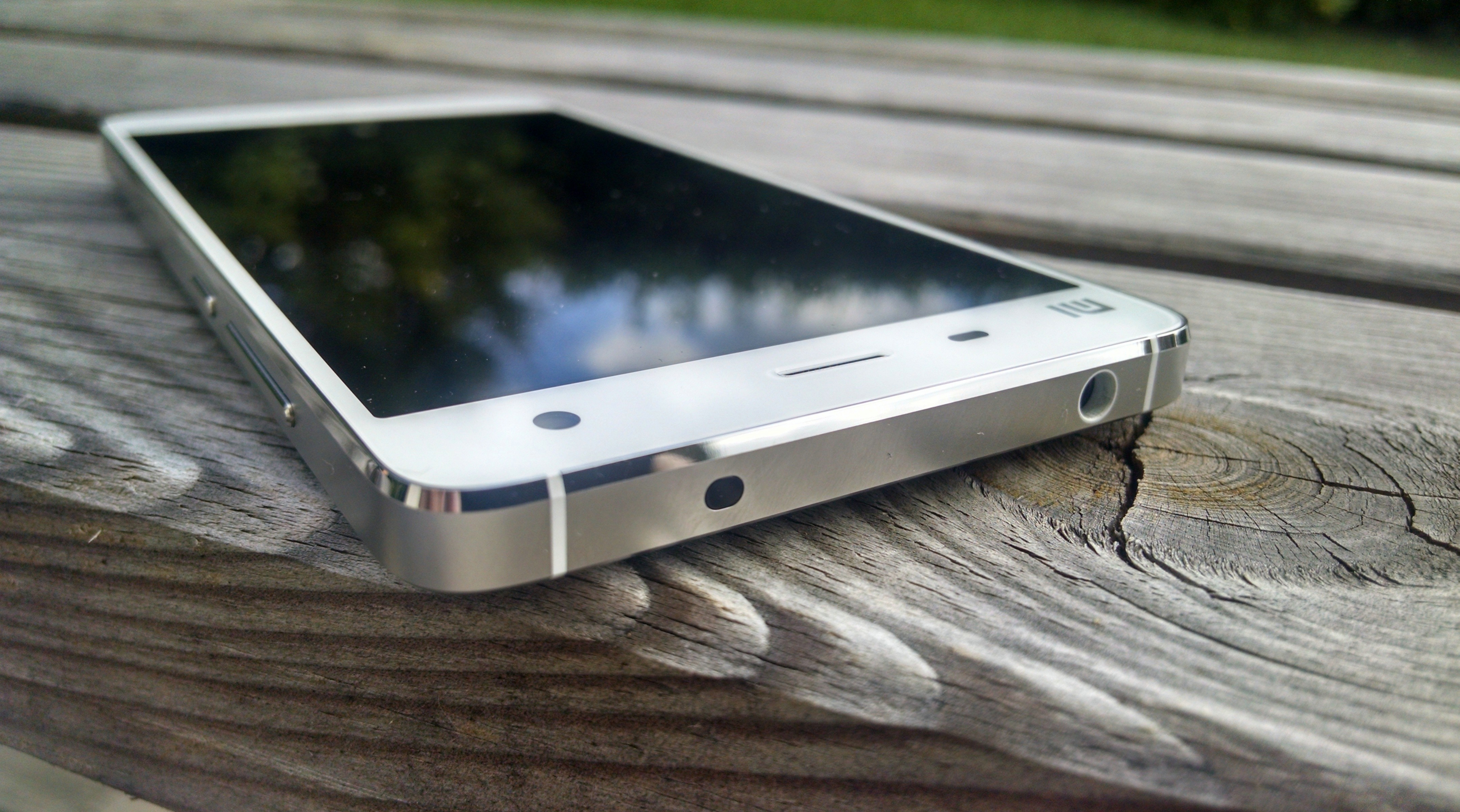
Верхній торець Mi 4

Екран виконаний зі скла. Задня панель виконана з глянцевого пластику. Бокова частина смартфону виконана з алюмінію.
Знизу знаходяться роз'єм microUSB і сітка динаміка та мікрофона. Зверху розташовані 3.5 мм аудіороз'єм, та ІЧ-порт. З лівого боку розташований слот під 2 SIM-картки. З правого боку розміщені кнопки регулювання гучності та кнопка блокування смартфону. Другий мікрофон знаходиться на задній панелі.
Mi 4 продавався в чорному та білому кольорах.

## Технічні характеристики

### Апратне забезпечення
Смартфон отримав процесор Qualcomm Snapdragon 801 з графічним процесором Adreno 330. 3G версія продавалася в комплектаціях 2/16 та 3/64 ГБ, а версія з LTE — 3/16 ГБ.
Батарея отримала об'єм 3080 мА·год та підтримку 18-ватної швидкої зарядки Quick Charge 2.0.
Екран IPS LCD, 5", Full HD (1920 × 1080) зі співвідношенням сторін 16:9 та щільністю пікселів 441 ppi.
Смартфон отримав основну ширококутну камеру на 13 Мп з діафрагмою f/1.8 і автофокусом та передню ширококутну камеру на 8 Мп з діафрагмою f/1.8. Основна камера вміє записувати відео в роздільній здатності 4K@30fps, а фронтальна — в 1080p@30fps.

### Програмне забезпечення
Xiaomi Mi 4 був випущений на MIUI V5, що базувалася на Android 4.4.3 KitKat. Китайська версія прошивка була оновлена до MIUI 10, а глобальна — до MIUI 9. Обидві версії базуються на Android 6.0.1 Marshmallow.
Також 3 грудня 2015 року з'явилась можливість встановити на смартфон Windows 10 Mobile.